# Гальчин (Андрушівська міська громада)
Гальчѝн (раніше також Великий Гальчин) — село в Україні, в Андрушівській міській територіальній громаді Бердичівського району Житомирської області. Чисельність населення становить 2 259 осіб (2023). У 1923—2020 роках — адміністративний центр колишньої однойменної сільської ради.

## Загальна інформація
Розташоване на лівому березі річки Гуйва і місці впадіння до неї Пустохи, прилягає до південної околиці Андрушівки, за 23 км від залізничної станції Брівки.

## Населення
За довідником 1885 року в селі мешкало 860 осіб, налічувалося 146 дворових господарств.
Відповідно до результатів перепису населення Російської імперії 1897 року, загальна кількість мешканців становила 1 690 осіб, з них православних — 1 083, чоловіків — 821, жінок — 869.
Наприкінці 19 століття в селі налічувалося 1 289 мешканців, дворів — 225, у 1906 році — 1 727 мешканців, дворів — 260, у 1923 році — 2 405 мешканців, дворів — 514.
Відповідно до перепису населення СРСР 17 грудня 1926 року, чисельність населення становила 2 643 особи, з них 1 303 чоловіки та 1 340 жінок; за національністю: українців — 2 577, росіян — 16, євреїв — 48, поляків — 2. Кількість господарств — 608, з них несільського типу — 6.
На початок 1970-х років село мало 790 дворів із населенням 2 221 особа.
Відповідно до результатів перепису населення СРСР, кількість населення станом на 12 січня 1989 року становила 2 158 осіб. Станом на 5 грудня 2001 року, відповідно до перепису населення України, кількість мешканців села становила 2 316 осіб.

### Мова
Розподіл населення за рідною мовою за даними перепису 2001 року:
| Мова            | Кількість | Відсоток |
| --------------- | --------- | -------- |
| українська      | 2293      | 99.01 %  |
| російська       | 18        | 0.78 %   |
| вірменська      | 2         | 0.09 %   |
| білоруська      | 1         | 0.04 %   |
| румунська       | 1         | 0.04 %   |
| інші/не вказали | 1         | 0.04 %   |
| Усього          | 2316      | 100 %    |

## Історія
Час заснування — невідомий. У 1586 році належало Гальчинським, згодом — Бежинським. Згадується в акті від 20—25 січня 1683 року, в списку знелюднілих сіл, що належали до паволоцького та котелянського маєтків. Згадується у люстрації Київського воєводства 1754 року, належало овруцькому стольникові Феліціанові Бежинському, який сплачував подимне з 90 дворів.
За довідником 1885 року — колишнє поміщицьке село Андрушівської волості Житомирського повіту Волинської губернії, на річках Гуйва та Пустоха. Були церковна парафія (церква згоріла у 1875 році), заїзд, дві лавки, водяний млин.
Наприкінці 19 століття — Великий Гальчин, село Андрушівської волості Житомирського повіту Волинської губернії. Лежало за 40 верст від Житомира, за 20 верст від найближчої поштової станції в Реї, за 12 верст від найближчої залізничної станції Бровки, за 2 версти від волосного центру містечка Андрушівки. Входило до Андрушівського ключа. Великий землевласник — дійсний статський радник Микола Терещенко, який купив маєток від синів Святослава Бежинського. Парафія входила до 2-го благочинного округу Житомирського повіту. Дерев'яну церкву з такою ж дзвіницею збудовано 1881 року за кошти парафіян, переважно землевласника Терещенка. Землі при церкві близько 38 десятин, за якістю — піщано-чорноземні ґрунти посередньої продуктивності. До парафії приписане сільце Забара, за 4 версти. Дворів 177, вірян 1 385 обох статей. Сусідні парафії: Андрушівка (2 версти), Нехворощ (4 версти).
У 1906 році — Гальчин, село Андрушівської волості (5-го стану) Житомирського повіту Волинської губернії. Відстань до губернського центру, м. Житомир, становила 42 версти, до волосного центру, містечка Андрушівка — 2 версти. Найближче поштово-телеграфне відділення розміщувалося у Червоному.
У 1923 році включене до складу новоствореної Гальчинської сільської ради, яка 7 березня 1923 року увійшла до складу новоутвореного Андрушівського району Житомирської округи; адміністративний центр ради. Розміщувалося за 1,5 версти від районного центру містечка Андрушівка. У червні 1925 року Андрушівський район передано до складу Бердичівської округи. Відстань до районного центру с. Андрушівка становила 3 версти, до окружного центру в Бердичеві — 32 версти, до найближчої залізничної станції Андрушівка — 4 версти.
За свідченнями очевидців, від Голодомору 1932—1933 рр. у селі загинула 91 людина.
На фронтах Другої світової війни воювали 420 селян, 196 з них нагороджені орденами й медалями, 162 загинули. На їх честь у 1958 році встановлено пам'ятник на братській могилі.
В радянські часи в селі розміщувалася центральна садиба колгоспу, який обробляв 2 971,7 га угідь, з них 2 688,8 га ріллі. Господарство спеціалізувалося на відгодівлі великої рогатої худоби. Вирощували зернові і технічні культури. Були механічна майстерня та млин. 52 селян відзначені державними нагородами СРСР, серед них колишнього машиніста паровоза С. П. Клименка — орденом Леніна, ланкову Н. М. Грицюк, бригадира рільничої бригади С. П. Гарастівського, бригадира тракторної бригади Г. Й. Соколівського, тракториста М. С. Махинчука — орденом Трудового Червоного Прапора. У селі були восьмирічна школа, будинок культури з кіноустановкою, бібліотека, фельдшерсько-акушерський пункт, дитячий садок, відділення зв'язку, ощадна каса, магазин.
30 грудня 1962 року село, в складі сільської ради, передане до Попільнянського району Житомирської області, 4 січня 1965 року повернуте до складу відновленого Андрушівського району.
З 12 квітня 2001 року у селі діє Андрушівська астрономічна обсерваторія, збудована Юрієм Іващенком. 27 квітня 2007 року в обсерваторії відкрито астероїд, який названо на честь села — 161962 Гальчин.
12 червня 2020 року територію та населені пункти Гальчинської сільської ради, відповідно до розпорядження Кабінету Міністрів України № 711-р «Про визначення адміністративних центрів та затвердження територій територіальних громад Житомирської області», включено до складу Андрушівської міської територіальної громади Бердичівського району Житомирської області.

## Відомі люди
- Бєдарєва Галина Гаврилівна (1943—2009) — Герой Соціалістичної Праці, нагороджена двома орденами Леніна та орденом Трудового Червоного Прапора.